# Cupressus loritiensis
Cupressus loritiensis là một loài thực vật hạt trần trong họ Cupressaceae. Loài này được Demoly mô tả khoa học đầu tiên năm 2004.